# 十三棍僧救唐王

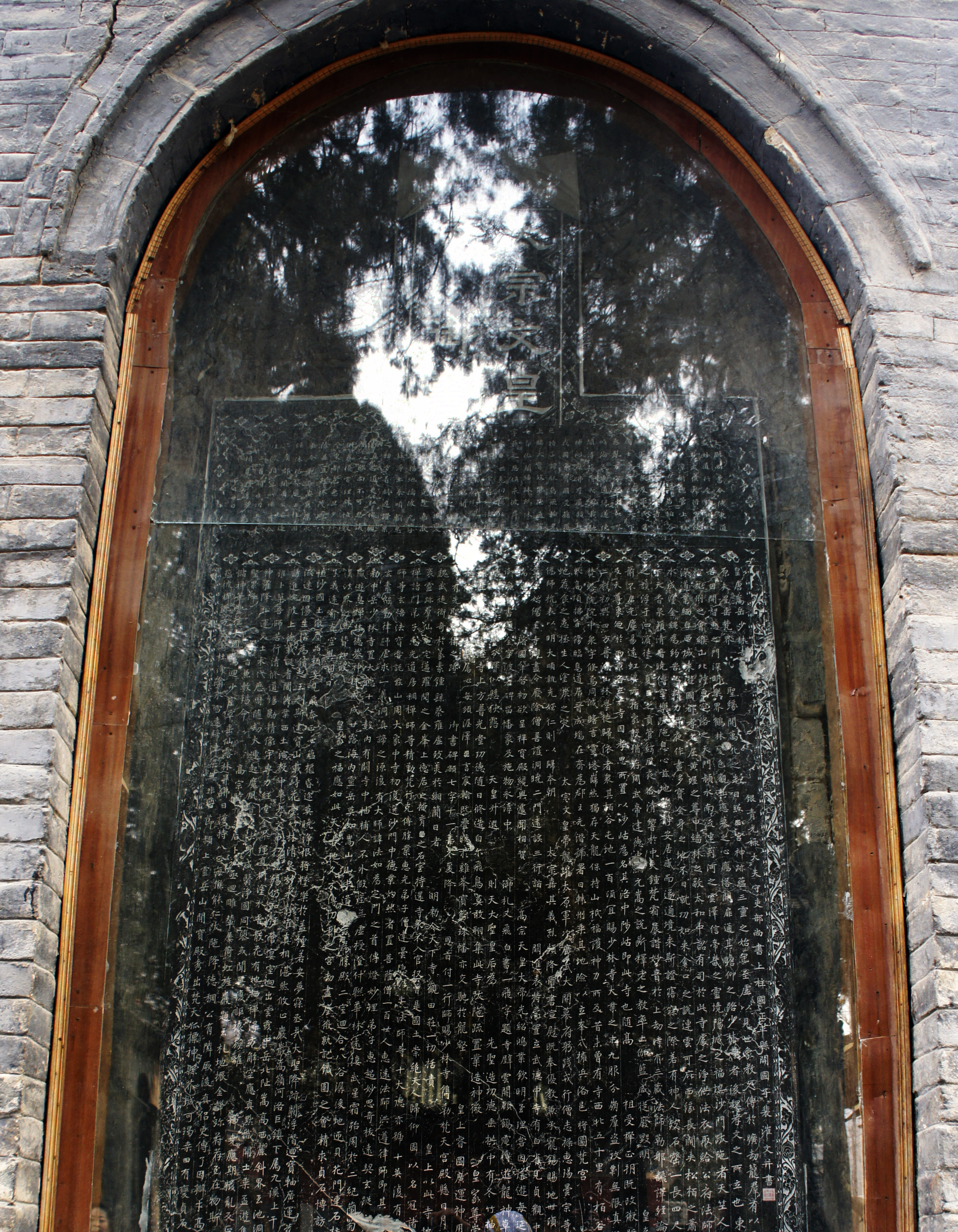
皇唐嵩岳少林寺碑（裴漼撰），建于公元728年。

十三棍僧救唐王是中国的一个传说故事，由于电影《少林寺》而使这个传说变得广为人知。
十三棍僧救唐王的传说，最早见于民国初年梁启超为《中华新武术棍术科》一书所作的序，文中说：

隋大业末，天下乱。流贼万人，将近少林寺。寺僧将散走。有老头陀短棍冲贼锋，当之者皆辟易，不敢入寺。乃选少壮僧百人授棍法。唐太宗李世民征王世充，用僧众以棍破之。叙其首功者十三人。

此后姜容樵在《少林棍法》中也持此说，韩慕侠为之作序，也持这一说法。
然而根据现存《秦王李世民告柏谷坞少林寺上座书》、《唐太宗赐少林寺教》、《皇唐嵩岳寺碑》等碑文及裴漼《少林寺碑》，只有提到昙宗等13人擒王仁则的记载，并没有少林僧人用棍和救李世民的记载。而史籍中更没有唐宋时期少林僧人用棍习武的记载。